# Executive Intelligence Review

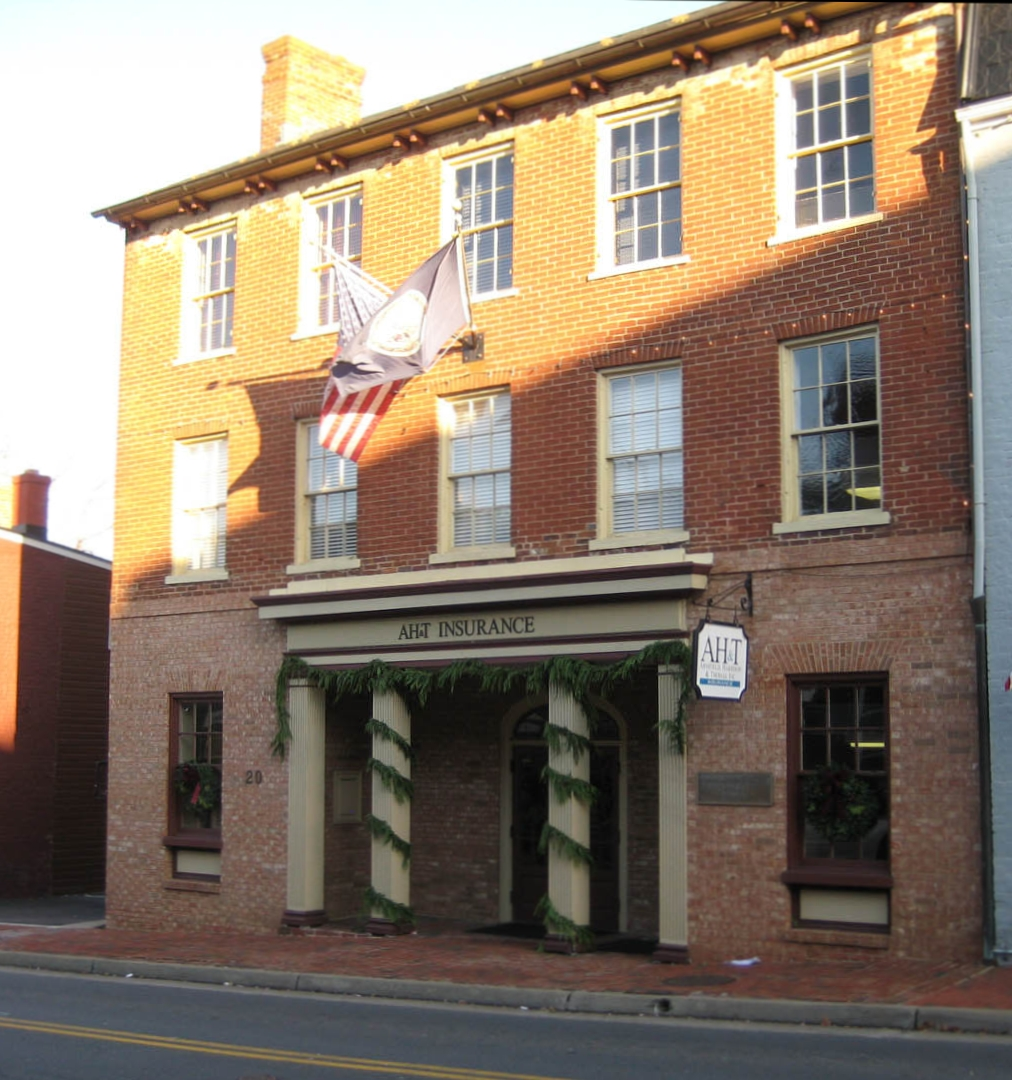
Wheat Building, à Leesburg

L’Executive Intelligence Review est un hebdomadaire de langue anglaise d'une soixantaine de pages fondé par Lyndon LaRouche en 1974. Sa rédaction, basée en Virginie, se compose essentiellement de militants du mouvement politique de Lyndon LaRouche, fondateur de l'hebdomadaire ; elle dispose d'un réseau de correspondants dans une vingtaine de capitales. Le nombre d'abonnés est estimé à 12 000.

## Contexte et critique
Selon John Rausch, la création de cet hebdomadaire répondait au désir de constituer un réseau d'information global et d'obtenir un accès auprès des gouvernements. Dans un article sur le réseau d'information de Lyndon H. LaRouche publié en 1985 par le Washington Post, le journaliste John Mintz rapporte une opinion de Norman Bailey, alors membre du National Security Council, selon lequel l'organisation LaRouche est « un des meilleurs services privés de renseignement au monde ». Certains commentateurs ont, selon Dennis King, considéré cette opinion comme « naïve ».
Le périodique a, selon Rausch, publié de nombreuses « théories de complot », considérant par exemple que la reine Elizabeth était à la tête d'un réseau international de trafic de drogue, qu'un autre membre de la famille royale avait assassiné le banquier Roberto Calvi ou que les attentats à la bombe d'Oklahoma City étaient la première vague d'un assaut britannique contre les États-Unis. Arnaud de Borchgrave, alors rédacteur en chef du Washington Times, considère, dans un article publié en 2002 et traitant d'allégations sur l'Arabie saoudite, qu'Executive Intelligence Review « est un pot-pourri antisémite de désinformations, de rumeurs, de ragots, d'inventions et de quelques faits ».